# Schlaganker
Schlaganker sind eine Sonderform der Erdanker. Während spiralförmige Erdanker in den Boden wie eine Schraube eingedreht werden, werden Schlaganker mit einem Hammer eingeschlagen.
Schlaganker werden bevorzugt in steinigen oder stark verwurzelten Böden verwendet, bei denen ein Eindrehen von Spiralankern nicht möglich ist. Schlaganker werden häufig im Weinbau und zur Verankerung von Hochsitzen verwendet.
Schlaganker können aus Beton-Bewehrungseisen gefertigt werden, indem an einem Ende zwei oder mehrere Bleche pfeilförmig angeschweißt werden. Die Bleche liegen in einer Ebene mit dem Stab, damit sie leicht in die Erde eindringen. Das Blech-Material sollte nicht allzu steif sein, damit es nach dem Eindringen in den Erdboden seitlich weggebogen werden kann, indem der Stab etwas gedreht wird. Auf der gegenüberliegenden Seite zur Pfeilspitze sind Ringe oder Laschen zur Befestigung von Zug-Drähten, -Seilen, Bandstahl oder Holzlatten angeschweißt. Wenn der Anker nach dem Eintreiben im Erdreich etwas gedreht wird, biegen die Blechstücke zur Seite und verhindern ein Herausziehen des Ankers wie Widerhaken.

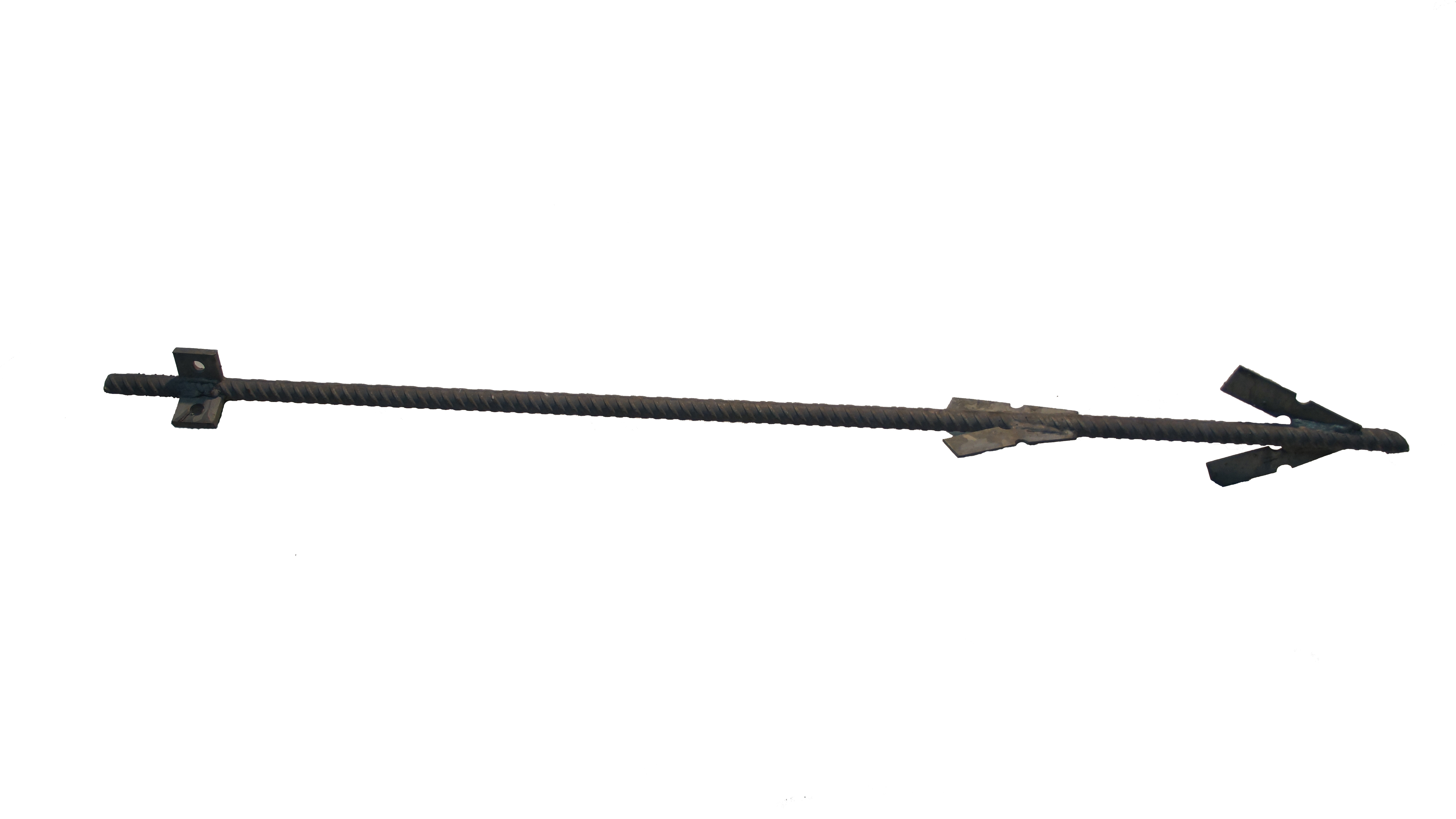
Hochsitzanker als Schlaganker